# L'Homme à la pipe (film)
Pour les articles homonymes, voir L'Homme à la pipe.
Pour plus de détails, voir Fiche technique et Distribution.
L'Homme à la pipe est un court métrage français réalisé par Roger Leenhardt, sorti en 1964.

## Synopsis
Une évocation de la vie et de l'œuvre du peintre Gustave Courbet à travers quarante de ses tableaux les plus célèbres.

## Fiche technique
- Titre : L'Homme à la pipe
- Réalisateur : Roger Leenhardt
- Scénario : Roger Leenhardt
- Photographie : Georges Lendi
- Musique : Jean Wiener
- Production :  Les Films Roger Leenhardt
- Pays d'origine : France
- Genre : Documentaire
- Durée : 16 minutes